# Buscamos sonrisas
Buscamos sonrisas är det fjärde studioalbumet av den spanska musikgruppen El Sueño de Morfeo. Det gavs ut den 14 februari 2012 och innehåller 15 låtar.

## Låtlista
| Nr  | Titel                                  | Längd |
| --- | -------------------------------------- | ----- |
| 1.  | Lo Mejor Está por Llegar               | 3:58  |
| 2.  | Depende de Ti                          | 3:40  |
| 3.  | Un Día Más                             | 4:04  |
| 4.  | Vuelve (Por Donde Has Venido)          | 3:37  |
| 5.  | Será Esta Vez                          | 3:57  |
| 6.  | Ni Tu Ni Yo                            | 3:30  |
| 7.  | Después de Ti                          | 3:54  |
| 8.  | Momentos Dormidos                      | 4:00  |
| 9.  | Corazónes                              | 3:36  |
| 10. | El Colécciónista de Atardeceres        | 4:04  |
| 11. | Sonrisas                               | 3:32  |
| 12. | Decir Adios                            | 4:05  |
| 13. | La Sensación en de Estar Flotandp (Mi) | 3:04  |
| 14. | Llueve                                 | 3:15  |
| 15. | Vámonos                                | 3:30  |

## Listplaceringar
| Lista   | Topplacering |
| ------- | ------------ |
| Spanien | 16           |